# Katedra sociologie Fakulty sociálních studií Masarykovy univerzity
Katedra sociologie je jedním z pracovišť Fakulty sociálních studií Masarykovy univerzity. Nabízí bakalářské studium oborů sociologie, genderová studia a sociální antropologie, navazující magisterské studium sociologie (i v anglickém programu) a doktorské studium. Svou výuku zaměřuje na významná společenská témata dnešního světa: otázky sociální stratifikace, nerovnosti a chudoby, populačního vývoje, občanské společnosti a veřejného mínění, migrace, etnicity, urbanizace, genderu nebo tělesnosti. Spolupracuje se Sociologickým ústavem AV ČR a řadou významných sociologických pracovišť v Evropě (Graz, Zadar, Trento) i Spojených státech (New School for Social Research, Yale University). V tradičním žebříčku sestavovaném deníkem Hospodářské noviny se brněnská sociologie pravidelně umisťuje na jeho špici. V roce 2016 obsadila v hodnocení 1. místo.

## Historie

### Raná léta brněnské sociologie

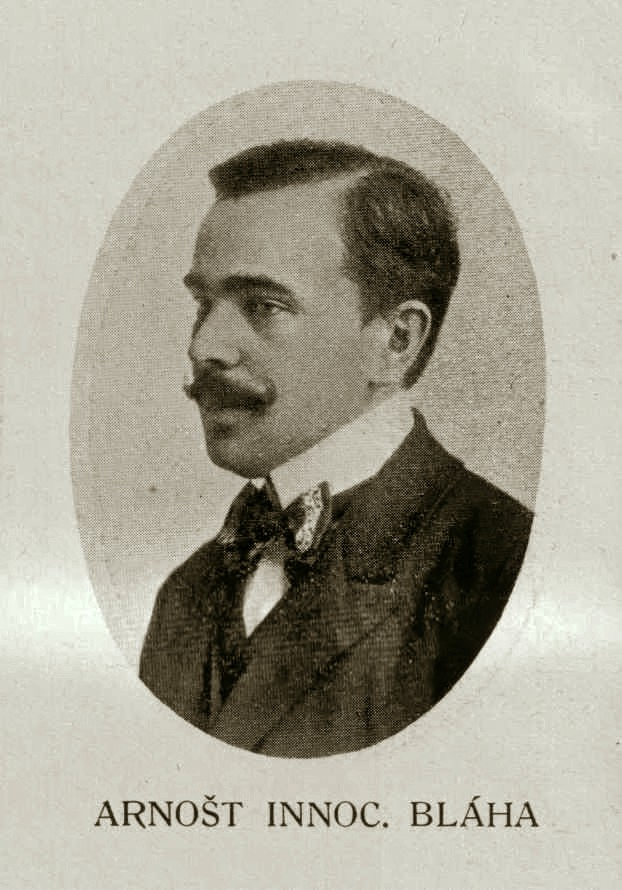
Zakladatel sociologického semináře na Filozofické fakultě MU v Brně Inocenc A. Bláha (1879–1960).

Historie katedry sociologie na Masarykově univerzitě počíná rokem 1922 zřízením sociologického semináře na filozofické fakultě. Stál za ním profesor Inocenc Arnošt Bláha, žák Emile Durkheima, který byl klíčovou postavou, díky níž získávala sociologie na Masarykově univerzitě odborný profil a širší akademické uznání. V letech 1927–1931 zde působil Josef Ludvík Fischer (docentem v roce 1926, mimořádným profesorem v roce 1935). V roce 1936 byl na zdejším pracovišti jmenován mimořádným profesorem Emanuel Chalupný (docentem v roce 1923).
Podle studie Zdeňka R. Nešpora bylo v Brně mezi lety 1921 a 1936 obhájeno celkem 13 dizertačních prací ze sociologie. K úplné akademické institucionalizaci oboru sociologie na brněnské univerzitě však došlo až v roce 1936, kdy se stala rigorosním oborem (na Univerzitě Karlově se tak stalo o pět let dříve). V letech 1936–1939 získalo hlavní rigorosum ze sociologie 18 studujících. V letech nacistické okupace (1939–1945), po uzavření českých vysokých škol, byla činnost semináře zastavena. Z krátkého poválečného fungování znovuobnoveného brněnského pracoviště stojí za zmínku rozsáhlý sociologický výzkum města Brna z roku 1947.
Výrazným počinem brněnské sociologické obce bylo od roku 1930 vydávání oborového časopisu Sociologická revue, který ve své době dosahoval evropské úrovně. Jeho oficiálním vydavatelem byla Masarykova sociologická společnost (MSS), založená v roce 1925 z iniciativy E. Chalupného; v pozici šéfredaktora působil Inocenc Arnošt Bláha, který se podílel i na financování časopisu. Po rozkolu uvnitř Masarykovy sociologické společnosti ve 30. letech z ní odešla část pražských sociologů v čele s Josefem Králem a zformovala v Praze konkurenční Společnost pro sociální bádání (oficiálně založena roku 1937) se svým vlastním periodikem Sociální problémy (od roku 1931). S vynucenou válečnou pauzou (1941–1945) vycházela Sociologická revue až do roku 1949, kdy byla její další činnost shledána politicky nežádoucí.
V souvislosti s meziválečnými sociologickými aktivitami na brněnském pracovišti se někdy hovoří o tzv. brněnské sociologické škole (BSŠ). Tímto termínem se označuje okruh spolupracovníků a žáků Inocence Arnošta Bláhy, resp. Emanuela Chalupného. Řadí se k nim Antonín Obrdlík, Juliana Obrdlíková, Bruno Zwicker, Mojmír Hájek, Jaroslav Hanáček, Vladimír Slaminka nebo Tomáš Čep. Širší vymezení této "školy", které v ní rozlišuje několik vrstev, zahrnuje další skupinu sociologů a socioložek. Z jiné perspektivy lze na její existenci nahlížet z hlediska časového členění (1. fáze – 20. léta až rok 1945, 2. fáze – období mezi roky 1945 a 1950). V literatuře bývá BSŠ kladena do kontrastu k tzv. pražské sociologické škole (Josef Král, Otakar Machotka, Zdeněk Ullrich, Jan Mertl, Antonín Boháč).

### Brněnská sociologie za komunistického režimu
V roce 1949 bylo fungování sociologického semináře z úředního rozhodnutí ukončeno jeho formálním sloučením s filosofickým seminářem. Skládání sociologických rigoros však probíhalo až do roku 1953, kdy v souvislosti se zrušením starého rigorosního řádu skončilo. V rozmezí let 1945–53 jich zde bylo složeno 40 (37 hlavních a 3 vedlejší). I. A Bláha byl k 1. říjnu 1949 ministrem školství Zdeňkem Nejedlým penzionován, nicméně v akademickém roce 1949/50 ještě nadále v zaměstnání působil jako tzv. čestný profesor.
Činnost samostatného sociologického pracoviště byla znovu iniciována v roce 1964 s úkolem "zabezpečit splnění rozhodnutí ÚV KSČ a kádrově připravit obnovení výuky sociologie v marxistickém duchu". Katedra sociologie na Filozofické fakultě se oficiálně zřídila z rozhodnutí rektora univerzity 23. června 1965. Na obnově se personálně podíleli vedoucí Josef Solař (1919–2002), Miroslav Ovesný (1917–2002), Mojmír Hájek (1913–1993) a Ivo Možný. Později se jejími zaměstnanci stali také žáci I. A. Bláhy Vladimír Kadlec (1905–1969) a Miroslav Gregor (*1925). Výuka sociologie byla zahájena v akademickém roce 1965/1966, studium probíhalo v jednooborové i dvouoborové formě. Současně došlo v roce 1966 k ustavení Laboratoře sociologického výzkumu, která měla realizovat rozsáhlejší empirická šetření. Za tímto účelem byla při katedře vybudována profesionální celostátní tazatelská síť. Oživení sociologického života v daném období dokládá přednáška významného německého sociologa a estetika Theodora W. Adorna na téma "Sociologie a empirický výzkum", která se uskutečnila 27. dubna 1966 v aule Filozofické fakulty. Brno navštívil také polský sociolog Jan Szczepański, prezident Mezinárodní sociologické asociace (ISA) a 1. čestný člen Československé sociologické společnosti (dřívější MSS).
Další osud katedry se odvíjel od politického vývoje po invazi vojsk Varšavské smlouvy do Československa v roce 1968. V listopadu 1969 vydalo Ministerstvo školství rozhodnutí o zrušení kateder společenských věd. Samostatná katedra sociologie zanikla, sociologie byla na konci roku 1970 včleněna pod nově ustavenou Katedru filosofie, logiky a sociologie (o rok později přejmenované na Katedru marxismu-leninismu), která zastřešila dřívější samostatné katedry sociologie, dějin filosofie a logiky a filosofie a metodologie věd (zrušené k 1. červnu 1970). Josef Solař byl z politických důvodů propuštěn. Na post vedoucího nové katedry nastoupil Jiří Cetl (1925–2002), který současně vedl její oddělení filosofie a logiky. Vedením oddělení sociologie, které mělo zajistit výuku posledních studentů přijatých ke studiu sociologie v roce 1969, byl pověřen Miroslav Ovesný. V letech 1970–1974 se přijímání do studia sociologie zastavilo, k jeho obnovení došlo až v akademickém roce 1974/75. Se školním rokem 1978/79 došlo ke koncepční změně z dvouoborového studia (marxisticko-leninské) sociologie na studium jednooborové.
Laboratoř sociologického výzkumu pokračovala ve své činnosti v omezeném režimu (Ivo Možný, Lubomír Nový, Pavel Pácl, Svatomíra Přadková). V období let 1971–79 realizovala celkem 17 sociologických šetření pro různé zadavatele (např. rozsáhlé zkoumání vlivu technického rozvoje na strukturu pracovních sil v cihlářském oboru, studii migrace obyvatel Brna pro Geografický ústav ČSAV, opakované výzkumy v Přerovských strojírnách nebo projekt Mladé rodiny pro Československý výzkumný ústav práce a sociálních věcí).
Od března 1980 začala znovu fungovat samostatná katedra sociologie. Dřívější Katedra marxismu-leninismu se totiž rozdělila na Katedru marxisticko-leninské filozofie a logiky a Katedru marxisticko-leninské sociologie. Během normalizačního období se na ní dařilo udržovat relativně liberální klima, a to zejména po nástupu Jaroslava Stříteckého (*1941) do jejího čela v roce 1981. Katedra v tehdejších podmínkách představovala poměrně jedinečný akademický prostor pro odborné uplatnění začínajících (Jan Keller, Ladislav Rabušic, Petr Mareš aj.) nebo politicky nežádoucích (Ivo Možný, Lubomír Nový aj.) sociálních vědců. Významný fenomén tehdejšího období představovalo pořádání pravidelného odborného semináře s titulem Socialistický životní způsob jako sociální realita, který se konal poprvé v listopadu 1982 za účasti československých i zahraničních sociálních vědců (například Ivo Možný, Ladislav Rabušic, Bohuslav Blažek, Michal Illner, Martin Potůček, Josef Alan, Miloslav Petrusek či Miroslav Foret). Další dva semináře proběhly v letech 1984 a 1986.

### Katedra sociologie po roce 1989

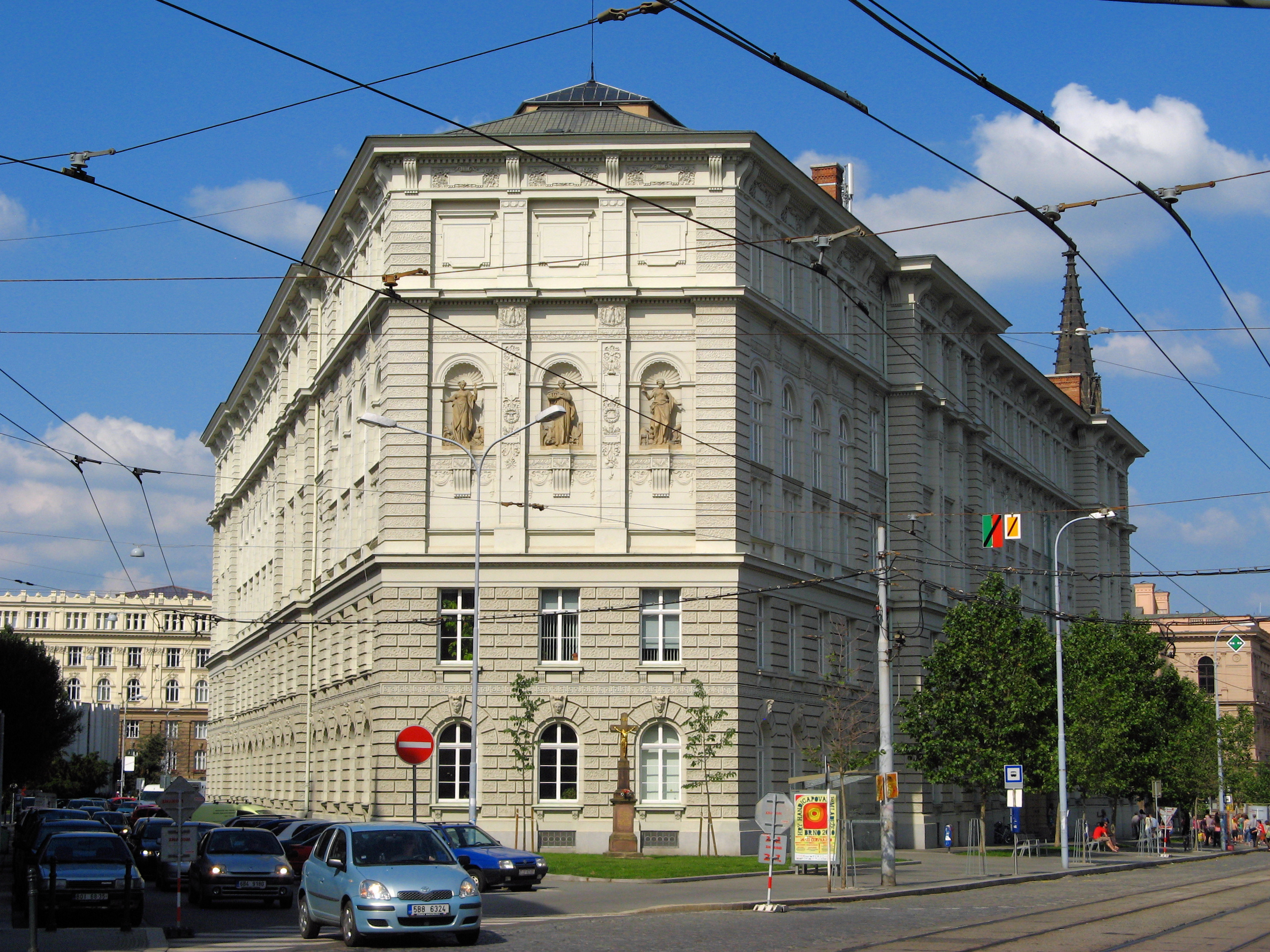
Sídlo Fakulty sociálních studií MU na Joštově ulici (od roku 2005).

Po pádu komunistického režimu se katedra významnou měrou podílela na rehabilitaci prestiže sociálních věd v Československu a poté v České republice. V roce 1990 prošla pod novým vedoucím Ivo Možným výraznými organizačními i personálními změnami. Reformoval se způsob výuky (otevřeno dvouoborové studium, studium prodlouženo ze čtyřletého na pětileté) a zvýšil se počet studujících (téměř dvojnásobně). V kontextu mateřské filozofické fakulty přišla katedra s průkopnickými prvky, jako jsou bakalářské zkoušky a kreditový systém. Otevřela se rovněž mezinárodnímu prostředí a posílila důraz na výzkumnou činnost, ve které se výrazně orientovala na kvantitativní výzkum a socioekonomické otázky a populační studia. Pedagogický sbor se postupně rozšířil o Libora Musila, Radima Maradu, Aleše Burjanka, Jaromíra Volka nebo Csabu Szaló, což vedlo i k diverzifikaci výzkumných a výukových témat (např. konstrukce sociálních a kulturních identit, sociologie města či mediální studia) a metodologického zaměření (kvalitativní výzkum, konceptuální analýza). Některé z dřívějších výrazných postav naopak z katedry odešly: Lubomír Nový (1930–1996) se stal v roce 1990 vedoucím katedry filozofie na Filozofické fakultě Masarykovy univerzity, Pavel Pácl (1932–2013) nastoupil od roku 1992 na katedru filozofie Filozofické fakulty nově ustavené Ostravské univerzity, Jaroslav Střítecký (*1941) působil v letech 1993–1997 jako hostující profesor na rakouských univerzitách, v roce 1995 zakotvil na Ústavu hudební vědy Filozofické fakulty Masarykovy univerzity.
V průběhu 90. let se stala katedra odrazovým můstkem pro etablování se několika nových oborů a později i samostatných kateder – Sociální politiky a sociální práce (od roku 1994 Katedra sociální politiky a sociální práce – 1. vedoucím Ladislav Rabušic), Mediálních studií (od roku 1998 Katedra mediálních studií a žurnalistiky – 1. vedoucím Jiří Pavelka) a Humanitní environmentalistiky (od roku 1998 Katedra environmentálních studií – 1. vedoucí Hana Librová). Součástí dobové institucionální dynamiky bylo rostoucí fakultní napětí mezi (novými) společenskovědními obory a obory tradičními. Jeho důsledkem – a předzvěstí pozdějšího vývoje – se stalo ustavení Školy sociálních studií uvnitř filozofické fakulty, kterou kromě Katedry sociologie tvořily Katedra sociální politiky a sociální práce a Katedra politologie (založená roku 1991 – 1. vedoucím Vladimír Čermák).
V roce 1998 se stala katedra součástí Fakulty sociálních studií, jejíž založení završilo předchozí snahy společenskovědních oborů o institucionální nezávislost. V jejím rámci přijala katedra model odděleného bakalářského, magisterského a doktorského studia a kreditový systém. V akademickém roce 2004/2005 se studijní nabídka na bakalářském stupni rozšířila o obory Genderová studia a Sociální antropologie (akreditace Ministerstvem školství, mládeže a tělovýchovy ČR) byla schválena 11. února 2004). Za jejich etablováním stála nejmladší generace pedagogů a pedagožek (Iva Šmídová, Kateřina Nedbálková, Kateřina Lišková, Lucie Jarkovská, Eva Šlesingerová, Irena Kašparová, Petr Kouřil). Oba nové obory bylo možné studovat pouze dvouoborově – a to v kombinaci se zbývajícími dvěma obory z katedry sociologie. Současně bylo otevřeno i jednooborové bakalářské studium sociologie, které mělo být určeno primárně "uchazečům a uchazečkám s vyhraněným zájmem o tento obor, kteří počítají s tím, že budou pokračovat ve studiu sociologie i na dalších stupních, tedy v magisterském, případně doktorském studiu".
| Období    | Vedoucí semináře/katedry |
| --------- | ------------------------ |
| 1922–1939 | Inocenc Arnošt Bláha     |
| 1945–1949 | Inocenc Arnošt Bláha     |
| 1965–1969 | Josef Solař              |
| 1969–1978 | Miroslav Ovesný          |
| 1979–1981 | Mojmír Köttner           |
| 1981      | Miroslav Ovesný          |
| 1981–1989 | Jaroslav Střítecký       |
| 1990–1994 | Ivo Možný                |
| 1995–2002 | Petr Mareš               |
| 2003–2011 | Radim Marada             |
| 2012–2018 | Csaba Szaló              |
| 2018–     | Tomáš Katrňák            |

## Studium a výuka

### Bakalářské studium
Bakalářský stupeň aktuálně nabízí možnost tříletého studia oborů sociologie (jednooborové a dvouoborové), genderová studia a sociální antropologie (obojí pouze dvouoborově).

### Magisterské studium
Na magisterském stupni lze kromě obecné sociologie (tj. bez profilace) studovat také sociologii se zaměřením (profilací) na genderová studia, sociální antropologii a urbánní studia. Od akademického roku 2017/18 se nabídka profilací rozšíří o populační studia. Na magisterském stupni se nabízejí i anglické studijní programy Sociology a Cultural sociology. Katedra se rovněž – společně s univerzitami v Grazu, Zadaru a Trentu – podílí na mezinárodním výukovém programu Cultural sociology (tzv. Joint degree).

### Doktorské studium
Doktorské studium na katedře probíhá v prezenční i kombinované formě. Nabízeno je i studium v anglickém jazyce. Od podzimu 2019 je možné si v rámci doktorského studia vybrat i specializaci Populační studia.

## Výzkumné aktivity
Souhrnná analýza odborné publikační činnosti české sociologie v 90. letech 20. století konstatovala, že Fakulta sociálních studií MU patří společně se Sociologickým ústavem AV ČR a Fakultou sociálních věd Univerzity Karlovy v Praze mezi hlavní instituce československé, resp. české sociologie. K publikačně nejplodnějším autorům v této periodě patřili Ladislav Rabušic, Petr Mareš a Jan Keller.
Významná část členů a členek katedry participovala na výzkumných aktivitách Institutu pro výzkum reprodukce a integrace společnosti (IVRIS), který fungoval v letech 2005–2012 pod vedením prof. Petra Mareše jako organizační základna pro řešení Výzkumného záměru Ministerstva školství, mládeže a tělovýchovy ČR Reprodukce a integrace společnosti. Na jeho činnost částečně navázal nově vzniklý a aktuálně fungující Ústav populačních studií (ÚPS), jehož vedoucím je prof. Ladislav Rabušic.
Členové a členky katedry se pravidelně podílejí nebo spolupodílejí na řešení standardních a postdoktorských projektů Grantové agentury ČR (GAČR) a výzkumných projektů financovaných českými ministerstvy nebo evropskými institucemi.

### Grantové projekty GAČR
Vědecké projekty s finanční podporou Grantové agentury České republiky patří od samotného počátku k základním pilířům vědecko-výzkumné práce katedry. V 90. letech 20. století těmto projektům dominovala témata chudoby a stárnutí. Koncem 90. let se výzkumné pole katedry rozšířilo o sociologickou reflexi politiky a občanské společnosti a empirický výzkum hodnotových orientací. Další dekáda, během které došlo k dalšímu nárůstu vědecké kapacity katedry, zaznamenala pokračování výzkumných aktivit na tradičních tematických polích i další tematickou expanzi. Do popředí se dostaly otázky populačního vývoje, reprodukčního chování, etnicity a genderových aspektů společenských jevů.

#### Projekty na podporu excelence
- Dynamika změny v české společnosti (2014–2018; řešitel: Tomáš Katrňák ve spolupráci se Sociologickým ústavem AV ČR a Národohospodářským ústavem AV ČR)

#### Standardní projekty
- Institucionalizovaná chudoba v České republice (1993–1995; řešitel: Petr Mareš)
- Problém urbánní deprivace (1995–1996; řešitel: Aleš Burjanek)
- Staří lidé ve stárnoucí společnosti /jak žijí čeští důchodci aneb politika pro stárnoucí společnost (1995–1997; řešitel: Ladislav Rabušic)
- Selhávání sociální politiky: Rozsah a příčiny nečerpání a nevyplácení dávek sociální pomoci (1998–2000; řešitel: Petr Mareš ve spolupráci s univerzitou v nizozemském Tilburgu)
- Sociální zdroje dobrovolnictví a neziskových aktivit (1998; řešitel: Radim Marada)
- European Values Study 1999 - Česká republika (1999–2000; řešitel: Ladislav Rabušic ve spolupráci s SC&C, spol. s r.o.)
- Formování politických identit po roce 1989 (2000–2001; řešitel: Radim Marada)
- Česká společnost na začátku třetího tisíciletí (2001; řešitel: Ivo Možný)
- Formování nových sociálních identit jako důsledek krize legitimity ve střední a východní Evropě (2001–2003; řešitel: Csaba Szaló)
- Veřejnost, demografické procesy a populační politika - Česká republika 2001 (2001–2003; řešitel: Ladislav Rabušic ve spolupráci s Přírodovědeckou fakultou Univerzity Karlovy)
- Sociální exkluze a inkluze v české společnosti (2003–2005; řešitel: Petr Mareš)
- Výstavba bydlení pro seniory (2003–2005; řešitel: Aleš Burjanek ve spolupráci s Fakultou architektury Českého vysokého učení technického)
- Rodina, práce a reprodukční strategie aneb preferenční teorie v ČR (2005–2007; řešitel: Ladislav Rabušic)
- Identity v pohybu: kulturní dynamika globální migrace a rekonstrukce symbolických hranic (2006–2007; řešitel: Csaba Szaló)
- Volba vzdělání a anticipace šancí na pracovním trhu z genderové perspektivy (2006–2008; řešitelka: Iva Šmídová)
- Vzorce mezigeneračního konfliktu po roce 1989 (2006–2008; řešitel: Radim Marada)
- Hodnotové proměny v ČR 1991–2008 v evropském kontextu (2008–2010; řešitel: Ladislav Rabušic ve spolupráci s SC&C, spol. s r.o.)
- Třídní struktura a sociální mobilita v České republice, 1989–2009 (2008–2010; řešitel: Tomáš Katrňák)
- Lesbické rodiny: proměny partnerství a rodičovství v pozdně moderní společnosti (2009–2010; řešitelka: Kateřina Nedbálková)
- Porody, asistovaná reprodukce a zacházení s embryi. Sociologická analýza současné reprodukční medicíny v ČR (2011–2014; řešitelka: Iva Šmídová)
- Reprodukční chování mužů (2011–2014; řešitel: Ladislav Rabušic)
- Rodina pohledem dětí (2011–2012; řešitelka: Lenka Slepičková)
- Struktura rodiny a stratifikační proces: vysvětlují trend změny ve vnitrorodinných procesech, kompoziční změny anebo samo-výběr? (2011–2013; řešitel: Martin Kreidl)
- Kolektivní pamět' a proměna městského prostoru (2012–2014; řešitel: Csaba Szaló)
- Vzdělávací strategie dětí migrantů a dětí z etnických menšin (2012–2014; řešitel: Petr Mareš)

#### Postdoktorské projekty
- Vězení jako genderovaná instituce (2005–2006; řešitelka: Kateřina Nedbálková)
- Sociální, kulturní a ekonomické determinanty manželské volby: vzorce, trendy a příčiny homogamně uzavíraných sňatků v České republice (2005–2007, řešitel: Tomáš Katrňák)
- Uskutečňování EU: mezinárodní hranice a politiky prostoru v polsko-běloruských souvislostech (2007–2008; řešitel: Jakub Grygar)
- Gender, sexualita a performativita v diskursech o pornografii jako sociální reprezentaci sexu (2008–2009; řešitelka: Kateřina Lišková)
- Sekularizace v sociologické perspektivě (2009–2010; řešitel: Roman Vido)
- Sociologie města 20. a 21. století: klíčové problémy, diskuze a trendy (2012–2013; řešitelka: Slavomíra Ferenčuhová)
- Vietnamská etnická ekonomika v českém pohraničí a integrace imigrantů (2012–2013; řešitel: Michal Nekorjak)
- Placená péče o děti a domácnost v Česku a na Slovensku (2013–2016; řešitelka: Zuzana Sekeráková Búriková)
- Incivility in urban public space (2014–2017; řešitel: Pavel Pospěch)

### Projekty financované ministerstvy
Jiný důležitý zdroj podpory vědeckého výzkumu na katedře představují projekty financované prostřednictvím vybraných ministerstev Vlády České republiky.
- Obraz chudoby a chudých v očích veřejnosti (1995; řešitel: Petr Mareš, financováno Ministerstvem práce a sociálních věcí ČR)
- Vstup ČR do euroatlantických politických a bezpečnostních struktur (1998; řešitel: Petr Mareš, financováno Ministerstvem zahraničních věcí ČR)
- Děti, mládež a rodina v transformaci (MLADĚRO) (1999–2004; řešitel: Petr Mareš, výzkumný záměr financovaný Ministerstvem školství, mládeže a tělovýchovy ČR)
- Reprezentace sexuality: reprodukce genderových nerovností a jejich subverze (2005–2006; řešitel: Radim Marada, financováno Ministerstvem školství, mládeže a tělovýchovy ČR)
- Migrující osoby v České republice – postavení na trhu práce a sociální integrace (2006–2010; řešitel: Petr Mareš ve spolupráci s Výzkumným ústavem práce a sociálních věcí, v.v.i.)
- Paměť romských dělníků (2012–2015; řešitelka: Kateřina Sidiropulu Janků, financováno Ministerstvem kultury ČR v rámci Programu aplikovaného výzkumu a vývoje národní a kulturní identity – NAKI)

### Evropské projekty
Katedra sociologie se zapojuje také do výzkumných projektů podporovaných Evropskou unií (rámcové programy EU, program Grundtvig…).
- Co-ordination Action on Human Rights Violations (CAHRV) (2004–2007; řešitelka za Masarykovu univerzitu: Iva Šmídová; 6. rámcový program)[36]
- Eastern Enlargement – Western Enlargement. Cultural Encounters in the European Economy and Society after the Accession (DIOSCURI) (2004–2007; řešitelka za Masarykovu univerzitu: Irena Kašparová; 6. rámcový program)[37]
- Needs for Female Immigrants and their Integration in Ageing Societies (FEMAGE) (2006–2007; řešitel za Masarykovu univerzitu: Ladislav Rabušic; 6. rámcový program)[38]
- Ethnic differences in education and diverging prospects for urban youth in an enlarged Europe (EDUMIGROM) (2008–2011; řešitel za Masarykovu univerzitu: Radim Marada; 7. rámcový program)[39]
- Women Taking Chances. A Collection of Female Biographies (2008–2010; řešitelka: Iva Šmídová; program Grundtvig)
- Is Women Education a(t) Risk? (2011–2013; řešitelka: Iva Šmídová; program Grundtvig)
- Constructing Sexuality and Gender in Czechoslovak Sexological Discourses during Communism (1948-1989) (SEXOCOM) (2012–2014; řešitelka na Masarykově univerzitě: Kateřina Lišková; 7. rámcový program)[40]

### Další projekty a odborné aktivity
Další zdroje financování menších projektů na katedře představují např. Mezinárodní visegrádský fond (MVF), Open Society Fund (OSF) nebo Vzdělávací nadace Jana Husa (VNJH).
Každoročně katedra pořádá mezinárodní konferenci Identities in Conflict – Conflict in Identities.

## Publikační aktivity
Členové a členky katedry se autorsky podílejí na řadě odborných textů. Pravidelně publikují v domácích i zahraničních akademických časopisech stejně jako v samostatných monografiích. Z českých knižních nakladatelství  jejich odborné tituly nejčastěji publikují Sociologické nakladatelství (SLON), Centrum pro studium demokracie a kultury (CDK) nebo Nakladatelství Masarykovy univerzity (Munipress).

### Významné publikace členů a členek katedry
| Autor/ka                                                      | Název publikace | Vydavatel                                            | Rok vydání |
| ------------------------------------------------------------- | --- | ---------------------------------------------------- | ---------- |
| Tomáš Katrňák                                                 | Třídní analýza a sociální mobilita                                                                                        | Brno: CDK                                            | 2005       |
| Radim Marada (ed.)                                            | Etnická různost a občanská jednota                                                                                        | Brno: CDK                                            | 2006       |
| Ivo Možný                                                     | Rodina a společnost | Praha: SLON                                          | 2006       |
| Kateřina Nedbálková                                           | Spoutaná Rozkoš: Sociální (re)produkce genderu a sexuality v ženské věznici                                               | Praha: SLON                                          | 2006       |
| Csaba Szaló                                                   | Transnacionální migrace. Proměny identit, hranic a vědění o nich                                                          | Brno: CDK                                            | 2007       |
| Petr Mareš, Ondřej Hofírek (eds.)                             | Sociální reprodukce a integrace: ideály a meze                                                                            | Brno: MPÚ MU                                         | 2007       |
| Ivo Možný, Marie Přidalová, Petr Pakosta                      | Declining Fertility in Europe and What Parenthood Means to the Czechs                                                     | Brno: Masarykova univerzita                          | 2008       |
| Michal Vašečka a kol.                                         | Baseline Study on Corporate Social Responsibility Practices in Slovakia                                                   | Bratislava: UNDP                                     | 2008       |
| Tomáš Katrňák                                                 | Spříznění volbou? Homogamie a heterogamie manželských párů v České republice                                              | Praha: SLON                                          | 2008       |
| Milada Rabušicová, Ladislav Rabušic                           | Učíme se po celý život? O vzdělávání dospělých v České republice                                                          | Brno: Masarykova univerzita                          | 2008       |
| Lucie Vidovićová                                              | Stárnutí, věk a diskriminace - nové souvislosti                                                                           | Brno: MPÚ MU                                         | 2008       |
| Kateřina Lišková                                              | Hodné holky se dívají jinam. Feminismus a pornografie                                                                     | Praha: SLON                                          | 2009       |
| S. Ferenčuhová, M. Hledíková, L. Galčanová, B. Vacková (eds.) | Město: Proměnlivá ne/samozřejmost                                                                                         | Červený Kostelec: Pavel Mervart; Brno: MU            | 2009       |
| Michal Vašečka                                                | Postoje verejnosti k cudzincom a zahraničnej migráci v SR                                                                 | Bratislava: International Organization for Migration | 2009       |
| Lucie Jarkovská, Kateřina Lišková, Iva Šmídová                | S genderem na trh. Rozhodování o dalším vzdělání patnáctiletých                                                           | Praha: SLON                                          | 2010       |
| Tomáš Katrňák, Petr Fučík                                     | Návrat k sociálnímu původu: Vývoj sociální stratifikace české společnosti v letech 1989 až 2009                           | Brno: CDK                                            | 2010       |
| Barbora Vacková, Slavomíra Ferenčuhová, Lucie Galčanová       | Československé město včera a dnes: Každodennost - reprezentace - výzkum                                                   | Červený Kostelec: Pavel Mervart                      | 2010       |
| Tomáš Katrňák, Zdeňka Lechnerová, Petr Pakosta, Petr Fučík    | Na prahu dospělosti: Partnerství, sex a životní představy mladých v současné české společnosti                            | Praha: Dokořán                                       | 2010       |
| Barbora Vacková                                               | Prostor, moc a utopie: Ideální město a jeho společnost                                                                    | Brno: MPÚ MU                                         | 2010       |
| Zuzana Búriková, Daniel Miller                                | Au Pair | Cambridge: Polity Press                              | 2010       |
| Benjamin Vail                                                 | Litter on the Shores of Bohemia: Environmental Justice, European Enlargement, and Illegal Waste Dumping in the Czech Rep. | Brno: Masarykova univerzita                          | 2011       |
| Slavomíra Ferenčuhová                                         | Meno, mesto, vec. Urbánne plánovanie v sociológii mesta a prípad (post)socialistického Brna                               | Brno: MPÚ MU                                         | 2011       |
| Barbora Vacková, Slavomíra Ferenčuhová, Lucie Galčanová       | Třetí město | Červený Kostelec: Pavel Mervart; Brno: MU            | 2011       |
| Roman Vido                                                    | Konec velkého vyprávění? Sekularizace v sociologické perspektivě                                                          | Brno: CDK; Brno: Masarykova univerzita               | 2011       |
| Kateřina Nedbálková                                           | Matky kuráže: Lesbické rodiny v pozdně moderní společnosti                                                                | Praha: SLON                                          | 2012       |
| Lucie Jarkovská                                               | Gender před tabulí: Etnografický výzkum genderové reprodukce v každodennosti školní třídy                                 | Praha: SLON                                          | 2013       |
| Steven Saxonberg, Martina Kampichler, Miloslava Janoušková    | Mothers – Grandmothers – Daughters? Reconciling Labour Market Integration with Care Responsibilities in Brno              | Brno: Masarykova univerzita                          | 2013       |
| Petr Fučík                                                    | Rozvod a změny reprodukčních strategií                                                                                    | Brno: Masarykova univerzita                          | 2013       |
| Jaroslava Hasmanová Marhánková, Martin Kreidl                 | Životní dráhy a partnerství v české společnosti                                                                           | Praha: SLON                                          | 2013       |
| Slavomíra Ferenčuhová                                         | Sociologie města 20. a 21. století                                                                                        | Praha: SLON; Brno: Masarykova univerzita             | 2013       |
| L. Vidovićová, L. Galčanová, M. Petrová Kafková, D. Sýkorová  | Stáří ve městě, město v životě seniorů                                                                                    | Praha: SLON; Brno: Masarykova univerzita             | 2013       |
| Lenka Slepičková                                              | Diagnóza neplodnost. Sociologický pohled na zkušenost nedobrovolné bezdětnosti                                            | Praha: SLON                                          | 2014       |
| Eva Šlesingerová                                              | Imaginace genů. Sociologická perspektiva                                                                                  | Praha: SLON                                          | 2014       |
| L. Jarkovská, K. Lišková, J. Obrovská, A. Souralová           | Etnická rozmanitost ve škole. Stejnost v různosti                                                                         | Praha: Portál                                        | 2015       |
| Iva Šmídová, Eva Šlesingerová, Lenka Slepičková               | Games of Life. Czech Reproductive Biomedicine. Sociological Perspectives                                                  | Brno: Masarykova univerzita                          | 2015       |
| Kateřina Sidiropulu Janků                                     | Nikdy jsem nebyl podceňovanej. Ze slovenských osad do českých měst za prací. Poválečné vzpomínky                          | Brno: Masarykova univerzita                          | 2015       |
| Pavel Pospěch                                                 | Od veřejného prostoru k nákupním centrům: svět cizinců a jeho regulace                                                    | Praha: SLON                                          | 2015       |
| Kateřina Nedbálková, Kateřina Sidiropulu Janků (eds.)         | Doing Research, Making Science: The Memory of Roma Workers                                                                | Brno: CDK                                            | 2015       |

### ČasopisSociální studia
Od roku 2011 vychází na katedře odborný časopis Sociální studia. Toto odborné periodikum vzniklo transformací Sborníku prací Fakulty sociálních studií v roce 2004. V letech 2004–2010 bylo vydáváno jako časopis Fakulty sociálních studií MU.

## Studentské aktivity
Součástí života katedry je tradičně řada akademických i mimoakademických aktivit, na nichž se podílejí studenti a absolventi.
K nejvýraznějším institucionalizovaným aktivitám tohoto druhu v novodobé historii katedry patřil studentský spolek WeDuSiMa, který vznikl v roce 2000 z iniciativy tehdejších magisterských a doktorských studujících. Jeho snahou bylo "popularizovat a dále rozvíjet sociologický pohled na svět, podněcovat a zprostředkovávat diskusi nad sociologicky zajímavými tématy". V dalších letech docházelo k přirozené generační obměně členstva spolku. K zajímavým počinům mladší generace studujících se řadí vypracování a zveřejnění programového dokumentu Aby jenom kvetla (2004) adresovanému katedře sociologie. Dle slov svých iniciátorů (Ivo Bystřičan, Petr Jedlička) měl sloužit jako "impuls k navázání vzájemné komunikace, která by mohla vést k společné snaze o soustavné vytváření koncepce sociologie ještě přínosnější pro studenty, vyučující i laickou veřejnost".
V dalších letech – a po další generační proměně – došlo k ustavení Brněnské sociologické společnosti, která se s počátkem roku 2012 transformovala do podoby studentské neziskové organizace Sociologické nástupiště, která funguje do dnešních dnů. Jako svou hlavní programovou náplň deklaruje "podporu, rozvoj a propagaci společenských věd, zvláště pak sociologie, a popularizaci témat a výsledků s těmito vědami spojených". Za tímto účelem organizuje řadu projektů a aktivit. Z odborně laděných akcí se jedná o studentskou sociologickou konferenci Sociologie zítřka, společenský a kulturní charakter pa mají tradiční katedrový večírek SOCKAP nebo festival Lefrvesáns. Na pomezí obou typů aktivit se nachází (nepravidelný) cyklus filmových promítání Sociologie a film nebo diskusních setkání Sociologie a literatura.
Zavedení bakalářských studijních programů genderová studia a sociální antropologie v roce 2005 přispělo také k diverzifikaci a specializaci studentských aktivit. Při genderových studiích vznikl v roce 2009 neformální studentský a absolventský spolek Gender centrum FSS, jehož snahou je "vytvářet neformální síť spojující zájemce a zájemkyně o genderovou problematiku z řad studujících, a zároveň prostřednictvím vzdělávacích a informačních akcí zpřístupňovat genderová témata univerzitní i širší veřejnosti". Spolek organizuje nepravidelné přednášky, filmová promítání a debaty nad genderovými a qeer tématy. Okolo oboru sociální antropologie se utvořil neformální spolek Anonymní antropologové, k jehož nejvýraznějším aktivitám patří "integrační újezd", vánoční antropobesídka a Studentská antropologická konference.

## Významní absolventi
- Ivo Bystřičan
- Jan Němec
- Zdeněk Papoušek
- Jakub Patočka